# Yussuf Poulsen
Yussuf Yurary Poulsen (Copenhague, 15 de junio de 1994) es un futbolista danés que juega como delantero en el Hamburgo S. V. de la Bundesliga de Alemania.

## Trayectoria
Yussuf Poulsen debutó como profesional con el Lyngby Boldklub, llegando a marcar un total de 11 goles y 5 asistencias en 37 partidos, sin embargo tuvo que salir de su natal país, para poder ir al fútbol alemán.
En la temporada 2013-14 firmó por el R. B. Leipzig, club donde posteriormente se convertiría en ídolo de toda la afición.
En la temporada 2018-19, el 30 de marzo de 2019, marcó su primer triplete ante Hertha Berlín en la goleada por 5 a 0.
El 13 de julio de 2025, tras doce años en Leipzig en los que pasó de competir en la 3. Liga a la 1. Bundesliga y en los que ganó en dos ocasiones la Copa de Alemania, fichó por el Hamburgo S. V.

## Selección nacional
Es internacional con la selección de Dinamarca.
Disputó el Mundial 2018 con la selección de Dinamarca. Marcó el gol de la victoria por 1 a 0 sobre Perú en el debut. Jugó tres partidos, ya que no pudo jugar contra Francia por estar suspendido. Dinamarca quedó eliminada al perder por penales contra Croacia en los octavos de final.

### Participaciones en Copas del Mundo
| Mundial      | Sede  | Resultado        | Partidos | Goles |
| ------------ | ----- | ---------------- | -------- | ----- |
| Mundial 2018 | Rusia | Octavos de final | 3        | 1     |
| Mundial 2022 | Catar | Primera fase     | 0        | 0     |

### Participaciones en Eurocopas
| Copa          | Sede     | Resultado        | Partidos | Goles |
| ------------- | -------- | ---------------- | -------- | ----- |
| Eurocopa 2020 | Europa   | Semifinal        | 5        | 2     |
| Eurocopa 2024 | Alemania | Octavos de final | 4        | 0     |

## Estadísticas

### Clubes
Actualizado al último partido jugado el 17 de mayo de 2025.
| Club | Div.          | Temporada     | Liga  | Liga  | Liga   | Copas nacionales(1) | Copas nacionales(1) | Copas nacionales(1) | Torneos internacionales | Torneos internacionales | Torneos internacionales | Total | Total | Total  |
| Club | Div.          | Temporada     | Part. | Goles | Asist. | Part.               | Goles               | Asist.              | Part.                   | Goles                   | Asist.                  | Part. | Goles | Asist. |
| --- | ------------- | ------------- | ----- | ----- | ------ | ------------------- | ------------------- | ------------------- | ----------------------- | ----------------------- | ----------------------- | ----- | ----- | ------ |
| Lyngby BK Dinamarca                                                                                         | 1.ª           | 2011-12       | 5     | 0     | 0      | 0                   | 0                   | 0                   | ―                       | ―                       | ―                       | 5     | 0     | 0      |
| Lyngby BK Dinamarca                                                                                         | 2.ª           | 2012-13       | 30    | 11    | 4      | 2                   | 0                   | 1                   | ―                       | ―                       | ―                       | 32    | 11    | 5      |
| Lyngby BK Dinamarca                                                                                         | Total club    | Total club    | 35    | 11    | 4      | 2                   | 0                   | 1                   | 0                       | 0                       | 0                       | 37    | 11    | 5      |
| R. B. Leipzig · Alemania                                                                                    | 3.ª           | 2013-14       | 36    | 10    | 7      | 1                   | 0                   | 0                   | ―                       | ―                       | ―                       | 37    | 10    | 7      |
| R. B. Leipzig · Alemania                                                                                    | 2.ª           | 2014-15       | 29    | 11    | 4      | 3                   | 1                   | 0                   | ―                       | ―                       | ―                       | 32    | 12    | 4      |
| R. B. Leipzig · Alemania                                                                                    | 2.ª           | 2015-16       | 32    | 7     | 5      | 2                   | 0                   | 0                   | ―                       | ―                       | ―                       | 34    | 7     | 5      |
| R. B. Leipzig · Alemania                                                                                    | 1.ª           | 2016-17       | 29    | 5     | 4      | 1                   | 0                   | 0                   | ―                       | ―                       | ―                       | 30    | 5     | 4      |
| R. B. Leipzig · Alemania                                                                                    | 1.ª           | 2017-18       | 30    | 4     | 3      | 2                   | 1                   | 5                   | 9                       | 0                       | 2                       | 41    | 5     | 10     |
| R. B. Leipzig · Alemania                                                                                    | 1.ª           | 2018-19       | 31    | 15    | 3      | 6                   | 2                   | 2                   | 8                       | 2                       | 1                       | 45    | 19    | 6      |
| R. B. Leipzig · Alemania                                                                                    | 1.ª           | 2019-20       | 22    | 5     | 6      | 3                   | 0                   | 3                   | 8                       | 0                       | 0                       | 33    | 5     | 9      |
| R. B. Leipzig · Alemania                                                                                    | 1.ª           | 2020-21       | 27    | 5     | 4      | 6                   | 5                   | 1                   | 8                       | 1                       | 0                       | 41    | 11    | 5      |
| R. B. Leipzig · Alemania                                                                                    | 1.ª           | 2021-22       | 25    | 6     | 0      | 3                   | 1                   | 0                   | 9                       | 0                       | 0                       | 37    | 7     | 0      |
| R. B. Leipzig · Alemania                                                                                    | 1.ª           | 2022-23       | 19    | 2     | 1      | 4                   | 2                   | 1                   | 5                       | 0                       | 0                       | 28    | 4     | 2      |
| R. B. Leipzig · Alemania                                                                                    | 1.ª           | 2023-24       | 28    | 5     | 2      | 3                   | 0                   | 0                   | 7                       | 0                       | 1                       | 38    | 5     | 3      |
| R. B. Leipzig · Alemania                                                                                    | 1.ª           | 2024-25       | 22    | 2     | 0      | 1                   | 2                   | 0                   | 6                       | 1                       | 0                       | 29    | 5     | 0      |
| R. B. Leipzig · Alemania                                                                                    | Total club    | Total club    | 330   | 77    | 39     | 35                  | 14                  | 12                  | 60                      | 4                       | 4                       | 425   | 95    | 55     |
| Total carrera                                                                                               | Total carrera | Total carrera | 365   | 88    | 43     | 37                  | 14                  | 13                  | 60                      | 4                       | 4                       | 462   | 106   | 60     |
| (1)Incluidos los datos de la Copa de Dinamarca (2012-13) y la Copa de Alemania (2013-14, 2014-15, 2015-16). |               |               |       |       |        |                     |                     |                     |                         |                         |                         |       |       |        |

### Goles internacionales
| N.º | Fecha                   | Lugar                           | Oponente | Gol | Resultado | Competición                 |
| --- | ----------------------- | ------------------------------- | -------- | --- | --------- | --------------------------- |
| 1.  | 13 de junio de 2015     | Parken Stadium, Copenhague      | Serbia   | 1–0 | 2–0       | Clasificación Eurocopa 2016 |
| 2.  | 17 de noviembre de 2015 | Parken Stadium, Copenhague      | Suecia   | 1–2 | 2–2       | Clasificación Eurocopa 2016 |
| 3.  | 8 de octubre de 2016    | Estadio Nacional, Varsovia      | Polonia  | 2–3 | 2–3       | Clasificación Mundial 2018  |
| 4.  | 9 de junio de 2018      | Estadio Brøndby, Brøndby        | México   | 1–0 | 2–0       | Amistoso                    |
| 5.  | 16 de junio de 2018     | Mordovia Arena, Saransk         | Perú     | 1–0 | 1–0       | Mundial 2018                |
| 6.  | 10 de junio de 2019     | Parken Stadium, Copenhague      | Georgia  | 4–1 | 5–1       | Clasificación Eurocopa 2020 |
| 7.  | 12 de octubre de 2019   | Parken Stadium, Copenhague      | Suiza    | 1–0 | 1–0       | Clasificación Eurocopa 2020 |
| 8.  | 2 de junio de 2021      | Tivoli Stadion Tirol, Innsbruck | Alemania | 1–1 | 1–1       | Amistoso                    |
| 9.  | 17 de junio de 2021     | Parken Stadium, Copenhague      | Bélgica  | 1–0 | 1–2       | Eurocopa 2020               |
| 10. | 21 de junio de 2021     | Parken Stadium, Copenhague      | Rusia    | 2–0 | 4–1       | Eurocopa 2020               |
| 11. | 7 de septiembre de 2021 | Parken Stadium, Copenhague      | Israel   | 1–0 | 5–0       | Clasificación Mundial 2022  |
| 13. | 8 de junio de 2024      | Estadio Brøndby, Brøndby        | Noruega  | 3-1 | 3-1       | Amistoso                    |

## Palmarés

### Títulos nacionales
| Título                | Club          | País     | Año  |
| --------------------- | ------------- | -------- | ---- |
| Copa de Alemania      | R. B. Leipzig | Alemania | 2022 |
| Copa de Alemania      | R. B. Leipzig | Alemania | 2023 |
| Supercopa de Alemania | R. B. Leipzig | Alemania | 2023 |

### Distinciones individuales
| Distinción                                   | Año  |
| -------------------------------------------- | ---- |
| MVP contra Perú en la Copa Mundial de Fútbol | 2018 |